# Ferrovia Čapljina-Zelenica
La ferrovia Čapljina-Zelenica era una linea ferroviaria a scartamento ridotto, che collegava Čapljina, oggi in Bosnia ed Erzegovina, con la località di Zelenica, posta sulle Bocche di Cattaro, nell'attuale Montenegro.

## Storia
La linea venne costruita dall'Impero austro-ungarico allo scopo di controllare militarmente la Dalmazia meridionale e di collegare le regioni dell'interno al mare Adriatico.
Insieme alla linea furono costruite le diramazioni Hum-Trebigne e Uskoplje-Ragusa, allo scopo di collegare rispettivamente la fortezza di Trebigne, posta sui confini con il Principato del Montenegro, e il porto di Ragusa.
Tutte le linee furono realizzate in scartamento ridotto "bosniaco" (760 mm), come era comune per le realizzazioni austro-ungariche nella regione.
Dopo la seconda guerra mondiale, il governo jugoslavo decise la chiusura dell'intera rete a scartamento ridotto, solo parzialmente convertita a scartamento ordinario. La linea Čapljina–Zelenica cessò l'esercizio nel 1975-1976; le funzioni di collegamento della costa montenegrina furono assunte dalla nuova linea Belgrado-Antivari, mentre Ragusa restò del tutto priva di collegamenti ferroviari.

## Caratteristiche

### Percorso
|  | Unknown route-map component "STR+l" | Unknown route-map component "CONTfq" |

| Station on track |

| Unknown route-map component "eHST" |

| Unknown route-map component "HSTeBHF" |

| Unknown route-map component "CONTgq" | Unknown route-map component "xABZgr" |  |

| Unknown route-map component "exhKRZWae" |

| Unknown route-map component "exBHF" |

| Unknown route-map component "exBHF" |

| Unknown route-map component "exBHF" |

| Unknown route-map component "exBHF" |

| Unknown route-map component "exHST" |

| Unknown route-map component "exBHF" |

| Unknown route-map component "exBHF" |

| Unknown route-map component "exBHF" |

| Unknown route-map component "exHST" |

| Unknown route-map component "exBHF" |

| Unknown route-map component "exHST" |

| Unknown route-map component "exBHF" |

| Unknown route-map component "exSTR" + Unknown route-map component "GRZq" |

| Unknown route-map component "exHST" |

| Unknown route-map component "exBHF" |

| Unknown route-map component "exHST" |

| Unknown route-map component "exHST" |

| Unknown route-map component "exBHF" |

| Unknown route-map component "exBHF" |

| Unknown route-map component "exBHF" |

|  | Unknown route-map component "exABZgl" | Unknown route-map component "exCONTfq" |

| Unknown route-map component "exSTR" + Unknown route-map component "GRZq" |

| Unknown route-map component "exBHF" |

| Unknown route-map component "exBHF" |

| Unknown route-map component "exCONTgq" | Unknown route-map component "exABZgr" |  |

| Unknown route-map component "exHST" |

| Unknown route-map component "exHST" |

| Unknown route-map component "exBHF" |

| Unknown route-map component "GRZq" + Unknown route-map component "xGRENZE" |

| Unknown route-map component "exHST" |

| Unknown route-map component "exTUNNEL2" |

| Unknown route-map component "exBHF" |

| Unknown route-map component "exBHF" |

| Unknown route-map component "exBHF" |

| Unknown route-map component "exHST" |

| Unknown route-map component "exBHF" |

| Unknown route-map component "exHST" |

| Unknown route-map component "GRZq" + Unknown route-map component "xGRENZE" |

| Unknown route-map component "exHST" |

| Unknown route-map component "exBHF" |

| Unknown route-map component "exBHF" |

| Unknown route-map component "exHST" |

| Unknown route-map component "exHST" |

| Pier | Unknown route-map component "exKBHFe" |  |